# Helga Scholz-Hoppe
Helga Scholz-Hoppe (* 23. Dezember 1937 in Köslin/Hinterpommern als Helga Hoppe) ist eine deutsche Juristin. Sie war von 1980 bis 1988 Richterin am Bundesgerichtshof in Karlsruhe. Von 1988 bis 1994 war sie am Bundesverwaltungsgericht in Berlin als Richterin tätig.

## Herkunft und beruflicher Werdegang
Helga Hoppe wurde als Tochter des Gartenbauarchitekten Otto Hoppe und dessen Frau Elfriede, geb. Luckmann, in Köslin (Pommern) geboren. Sie besuchte die Schule in Bublitz (heute: Bobolice, Polen), Heide (Holstein), Köln und Berlin und legte im März 1957 auf der Herder-Schule in Berlin-Charlottenburg das Abitur ab. Anschließend studierte sie Rechtswissenschaften an der Freien Universität Berlin und bestand im August 1961 in Berlin die erste juristische Staatsprüfung. Anschließend studierte sie französisches Recht und Rechtsvergleichung in Paris und trat im Mai 1962 im Bezirk des Kammergerichts in den juristischen Vorbereitungsdienst ein. Im April 1966 legte sie in Berlin die zweite juristische Staatsprüfung ab und wurde 1968 Wissenschaftliche Assistentin am Institut für internationales und ausländisches Recht an der Juristischen Fakultät der FU Berlin. Dort wurde sie im Juli 1969 bei Wilhelm Wengler mit einer Arbeit über Die Qualifikation von Rechtssätzen promoviert (Zweitgutachter der Dissertation war der spätere Bundespräsident Roman Herzog).
Am 4. Juli 1980 wurde sie zur Richterin am Bundesgerichtshof ernannt. Dort gehörte sie ab 1981 dem III. Zivilsenat an.
1984 wechselte sie in den I. Zivilsenat. Am 14. Dezember 1988 verließ Helga Scholz-Hoppe den Bundesgerichtshof und wechselte an das Bundesverwaltungsgericht nach Berlin, wo sie ihr Amt bis zum 31. Januar 1994 ausübte.
Die Juristin ist mit dem Politiker Rupert Scholz verheiratet, mit dem sie in Berlin-Grunewald lebt.

## Schriften
- Die Qualifikation von Rechtssätzen. Eine Untersuchung anhand der kanadischen Bundesverfassung und die parallele Problemstellung im internationalen Privatrecht. Berlin-Verlag, Berlin 1970  (Zugl.: Berlin, Freie Univ., Diss., 1969).